# Анальный зуд
Анальный зуд (лат. pruritus ani) — заболевание, характеризующееся продолжительным зудом в области заднего прохода. Имеет первичный и вторичный (как симптом анальной трещины, геморроя, запора, воспаления гениталий) характер возникновения. Выделяются острый и хронический характеры заболевания.

## Причины
Причинами раздражения кожи в области анального прохода могут быть:
- наличие глистов;
- частые запоры[1];
- грибковые заболевания (кандидоз);
- заболевания печени;
- заболевания гениталий, прямой кишки (геморрой, опухоль прямой кишки);
- нарушения правил гигиены;
- побочный эффект длительного приема антибиотиков.

## Симптомы
Характерным признаком заболевания является сильный зуд в области анального отверстия, усиливающийся в ночное время. Возможно покраснение, огрубение и сухость кожи вокруг заднего отверстия.

## Лечение
Для лечения анального зуда как первичного (самостоятельного) заболевания назначаются:
- антигельминтные препараты;
- седативные препараты;
- мази;
- микроклизмы;
- антимикотики (при наличии грибковой инфекции).

Если анальный зуд является симптомом других заболеваний кишечного тракта, возможно хирургическое вмешательство.

## Группа риска
Заболеванию чаще всего подвержены люди:
- с лишним весом;
- страдающие сахарным диабетом, частыми запорами, диареей, рецидивами грибковых поражений;
- нарушающие нормы гигиены области заднего прохода.

## Профилактика
Для профилактики рекомендуется:
- использовать туалетную бумагу без красителей и ароматизаторов;
- проходить профилактический осмотр у врача-проктолога раз в год;
- носить нижнее белье из натуральных тканей.
- избегать продуктов, которые могут вызвать или усилить симптомы анального зуда
- контролировать стресс — жизнь с симптомами тревоги или волнения может привести к зуду в коже